# Blood on the Clocktower
Blood on the Clocktower (dt. Blut auf dem Glockenturm) ist ein Gesellschaftsspiel der Kategorie Soziale Deduktion das 2022 nach einer erfolgreichen Kickstarter-Kampangne von Steven Medway im Verlag "The Pandemonium Institut" veröffentlicht wurde. Die deutsche Übersetzung erschien 2024 beim Funtails Verlag.

## Grundlagen
Die Grundmechanik des Spiels wurde von Mafia übernommen, auf dem auch das in Deutschland bekanntere Die Werwölfe von Düsterwald basiert: Gespielt wird in zwei Teams, einem bösen Team, das aus einem Dämon und ihn unterstützende Schergen, welche die informierte Minderheit bilden, sowie dem guten Team, der uninformierten Mehrheit. Ein neutraler Spielleiter, der Storyteller, leitet durch das Spiel.
Die Zuordnung zu den Teams passiert zufällig, wobei jeder Spieler eine im Spiel einzigartige Fähigkeit bekommt, mit dessen Hilfe er sein Team zum Sieg verhelfen kann. Das Spiel ist in Runden unterteilt die wiederum in Tag und Nachtphasen ausgespielt werden. Jeden Tag können alle Spieler Informationen, die sie durch ihre Fähigkeiten im Spiel erlangt haben, teilen, oder das Spiel durch Missinformation manipulieren. Der Tag endet mit dem Eliminieren eines Spielers durch Abstimmung (die sogenannte "Exekution"). In der Nachtphase, in der alle Spieler die Augen geschlossen haben, eliminiert der Dämon (in der Regel) einen Spieler (das sogenannte "Töten"), und die individuellen Rollenfähigkeiten der Spieler bekommen im Geheimen ihre Information. Durch Exekutieren des Dämons gewinnt das gute Team das Spiel. Das Böse Team hat gewonnen, wenn der Dämon bis zum Schluss am Leben bleibt.

## Spielablauf

### Vorbereitung
Vor Spielbeginn wählt der Storyteller ein sogenanntes Szenario (engl. Script) aus. Dieses legt fest, welche Rollen im Spiel möglich sind. In der Regel gibt es 22–25 Charaktere pro Szenario. Das Gute Team besteht dabei aus "Bürgern" (engl. Townsfolk), Rollen mit Fähigkeiten die dem guten Team nützlich sind, sowie einigen wenigen "Außenseitern" (engl. Outsider), also Rollen, die zwar dem guten Team zugehörig sind, aber deren Fähigkeit trotzdem hinderlich für das Gute Team sein kann. Das Böse Team wiederum besteht aus "Schergen" (engl. Minion), das sind unterstützende Fähigkeiten für den Dämon, die das gute Team ausbremsen, sowie einem Dämon, der als einziger in der Nacht gute Spieler töten kann. Die Anzahl der "Schergen" und "Außenseiter" wird durch die Anzahl der Spieler bestimmt. Allerdings gibt es Rollenfähigkeiten, welche diese Anzahl verändern können. Alle Spieler kennen das Szenario, dieses hat aber mehr Rollen, als es Spieler gibt. Zur Missinformation gehört also auch, dass den Spielern nicht bekannt ist, welche Rollen tatsächlich im Spiel existieren, nur dass jede Rolle maximal einmal Vorkommen kann. Dem "Dämon" wiederum werden 3 Rollen gezeigt, die nicht im Spiel vorhanden sind, damit er und die "Schergen" diese Rollen als Bluffs nutzen können und u. U. sogar strategisch einsetzen können. Aufgabe des Storytellers ist es, eine möglichst ausgewogene Kombination an Spielern und Fähigkeiten aus dem Szenario zusammen zu stellen, die das Spiel möglichst lange am Leben hält.
Falls Spieler erst später zum Spiel dazustoßen können, oder wissen, dass sie das Spiel vorzeitig verlassen müssen, können sie als "Reisende" mitspielen. Diese Rollen und ihre Zuordnung sind von Beginn an jedem Spieler bekannt. Sie erhalten keine Informationen, sondern haben ausschließlich Fähigkeiten, die das Spiel beeinflussen; damit bleibt das Spiel auch durch ihren Wegfall weiter für beide Seiten lösbar. Unbekannt ist den Spielern allerdings, ob der jeweilige Reisende dem guten oder dem bösen Team zugeordnet wurde.

### Spielphasen
Das Spiel besteht aus zwei alternierenden Phasen: Die Nachtphase während der alle Spieler (auch die, die schon gestorben sind) ihre Augen schließen. In dieser Phase werden einzelne Spieler vom Storyteller nacheinander geweckt, um ihnen – gemäß ihrer Rolle – Informationen mitzuteilen, oder sie Aktionen ausführen zu lassen. In der darauf folgenden Tagphase können die Spieler dann Informationen austauschen, und entscheiden, ob sie jemanden hinrichten wollen. Haben sich die Spieler entscheiden folgt die nächste Nachtphase.
Die Kommunikation während der Nacht erfolgt komplett nonverbal; hierzu gibt es verabredete Zeichen, sowie für den Storyteller Helferkarten mit gut lesbaren Texten drauf, die er den Spieler zeigen kann. Auch hat jeder Spieler einen Charakterbogen für das Szenario ausgehändigt bekommen, den er jederzeit bei sich trägt – hier kann er die Rollen nachschlagen, und Nachts durch Deuten mit dem Storyteller kommunizieren. Durch unterschiedliche Effekte ("Trunkenheit" oder "Vergiftung") können die Fähigkeiten der Spieler aber beeinträchtigt werden – hier kann oder muss der Storyteller u. U. falsche Informationen weitergeben.
In der ersten Nacht werden der Dämon und die Schergen geweckt damit diese sich sehen können; sie wissen mit Sicherheit, dass sie im selben Team sind. Allerdings bekommt nur der Dämon in der ersten Nacht die Bluffrollen gezeigt. Auch wissen weder Dämon noch Schergen, welche Rollen die anderen Spieler in ihrem Team haben. Diese Information zu Teilen und gegebenenfalls Strategien zu entwickeln, obliegt den Spielern in der Tagphase.
Während der Tagphase könne die Spieler entweder auf dem "Dorfplatz" (dem Sitzkreis) direkt nach dem Aufwecken oder vor der Exekution Informationen mit allen teilen, oder sie können auseinandergehen, und mit ausgewählten Spielern im Geheimen sprechen. Durch die unterschiedlichen Informationen, die einzelne Spieler über andere Spieler in der Nacht erhalten haben, entsteht so ein Netzwerk aus Vertrauen, welches notwendig ist, da kein guter Spieler das Spiel im Alleingang lösen kann. Dadurch, dass das böse Team jedoch einen Informationsvorsprung hat, Bluffrollen kennt und Missinformationen streuen will, herrscht aber auch Misstrauen, zwischen den Spielern. Das böse Team wiederum versucht ausfindig zu machen, welche Spielerrollen ihm am gefährlichsten werden können, um diese in der Nacht möglichst schnell auszuschalten.
Eine Besonderheit von Blood on the Clocktower ist es, dass auch tote Spieler weiter mitspielen können. Ihre Fähigkeit ist zwar nicht mehr aktiv, aber sie nehmen weiterhin an den Gesprächen teil und dürfen sogar noch ein letztes Mal bei einer Exekution ihrer Wahl abstimmen (die sogenannte „Geisterstimme“). Gerade in der Nachtphase gestorbene Spieler gelten als vertrauenswürdig, da sie vom bösen Team getötet wurden, also dem guten Team zugehörig sind. Allerdings darf der Dämon auch seine Schergen in der Nacht töten.
In der Regel endet das Spiel entweder damit, dass der Dämon am Tage exekutiert wird, oder das er als letzter Überlebender übrig bleibt. Dies ist der Fall, wenn er unter den "Final Three" (den letzten 3 Überlebenden) ist, und die Spieler einen guten Spieler exekutieren, oder wenn neben ihm nur noch Schergen am Leben sind.

## Szenarien
Aktuell gibt es drei offizielle Szenarien, welche vom The Pandemonium Institute entworfen worden sind, und dem Spiel in Form von 3x20 Charakterbögen beiliegen: "Trouble Brewing" (z. Dt. Ärger braut sich zusammen) – welches explizit als Anfängerszenario ausgezeichnet wird, "Sects & Violets" (z. Dt. Sekten und Veilchen), sowie "Bad Moon Rising" (z. Dt. Ein böser Mond geht auf). Durch die Varianz, die aus Gruppengröße, sowie Zusammenstellung der Rollen aus dem Szenario für ein Spiel entsteht, reichen diese Szenarien aus. Allerdings ist Blood on the Clocktower explizit anpassbar designed worden, und der Verlag unterstützt das Erstellen eigener Szenarien mit einem Script-Generator auf seiner Webseite, sodass sich die 72 Rollen beliebig zu eigenen Szenarien kombinieren lassen. Um das Erstellen von Szenarien hat sich eine ganze Community gebildet, die mehrere tausende Szenarien erstellt hat, und diese auf der unabhängigen Non-Profit Website "BotC Scripts" sammelt und als PDF zum drucken, oder als JSON zur Verfügung stellt, welches wiederum vom offiziellen Script Editior unterstützt wird. The Pandemonium Institut wiederum testet die unterschiedlichen Szenarien aus, und schlägt auf der offiziellen Webseite Szenarien vor, die sich bewährt haben, und kürt monatlich einen "Custom Script of the Month".
Daneben arbeitet The Pandemonium Institute aktuell an drei neuen Szenarien, die mit einer Erweiterung zum Hauptspiel in Zukunft auf den Markt kommen soll; "Garden of Sin" (z.Dt. Garten der Sünde), "The Tomb" (z.Dt. Das Grab), sowie "Midnight in the House of the Damned" (z.Dt. Mitternacht im Haus der Verdammten). Mit diesen Szenarien sollen auch neue Rollen in das Spiel eingeführt werden; diese veröffentlicht The Pandemonium Institute schon auf ihrer Webseite. Auf Conventions oder als Kickstarter-Strech-Goal gab es limitierte Auflagen dieser als "Experimental" ausgezeichneten Rollen physisch zu erstehen. Diese stehen auch dem "Script Generator" zur Verfügung und werden von der Online-App unterstützt. Durch die begrenzte Anzahl an offiziellen physischen Spielerchips, hat sich daneben eine große DIY-Community etabliert.

## Rezeption

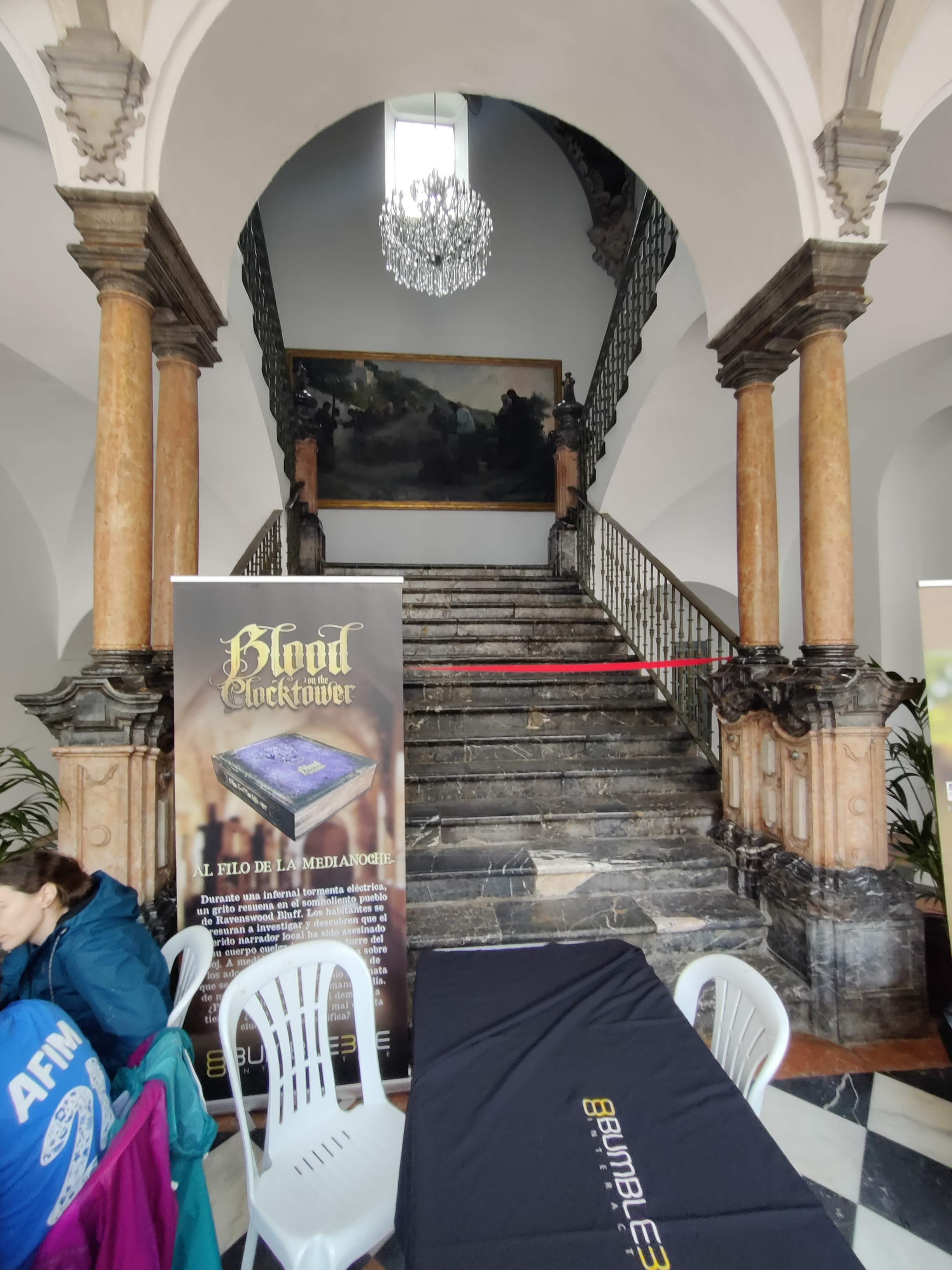
Roll-up des Festival Internacional de Juegos en Córdoba 2024

2018 startete Blood on the Clocktower mit einer Kickstarter-Kampagne, dessen Finanzierungsziel von $65.000 USD mit einem Ergebnis von $570.000 USD um fast ein 9-faches überschritten wurde. Schon zu diesem Zeitpunkt war das Spiel vollständig entwickelt und für mehrere Jahre intensiv getestet worden. Zu diesem Zweck wurde es auf unterschiedlichen Spielemessen vorgestellt, dadrunter die PAX 2018, sowie die UK Game Expo 2018. Nach dem Release des Spiels wurden weltweit explizite "Clocktower Conventions" abgehalten.
Während der Kickstarter-Kampagne hat der englischsprachige Spiele-Review Kanal Shut Up & Sit Down ein Video veröffentlicht, indem der Host Quintin Smith das Spiel als sein neues Lieblingsspiel bezeichnet. In einer Review von Wargamer bezeichnet die Autorin Emma-Jane Betts Blood on the Clocktower als das "insgesamt beste Social Deduction Spiel", welches "über alles verfügt, was ein gutes Social-Deduction Spiel braucht, und viele der Hauptprobleme des Genres behebt". Vanessa McGinnis und Charlie Hall von Polygon bezeichnen das Spiel als eines der "besten Brettspiele, die wir 2023 gespielt haben" und NPR-Autor McGinnis schreibt dazu: "Wenn der Storyteller seine Karten richtig ausspielt, können die Spieler in jedem Spiel eine neue, spannende Geschichte erzählen. Diese Geschichten machen Clocktower so besonders". In einem Kurzreviews des The Guardian beschreibt Alex Hern das Spiel als den "Ulysses der Brettspiel-Welt", welches "weder klein noch billig ist, und kein idealer Einstieg in die Welt der Brettspiele, aber es ist das Spiel, das einem am längsten im Gedächtnis bleiben wird."
Das Spiel gewann den "Best Party Game" Award von Tabletop Gamig in 2022. Christoper Eggett, Herausgeber des Tabletop Gaming, lobte es für sein unterhaltsames Gameplay und seine "Langlebigkeit" aufgrund der vielen Rollen und Setups. Das Spiel war außerdem zweitplatziert für den "Best Party Game" Award 2022 von BoardGameGeek.
Mittlerweile hat sich auch in Deutschland eine Fan-Community entwickelt, und in vielen Städten gibt es öffentliche Meet-Ups.

### Adaption einer Bühnenshow
Blood on the Clocktower wurde unter dem Namen Blood on the Clocktower: Live! als improvisierte Comedy-Show adaptiert, welche an verschiedenen Orten aufgeführt wurde, darunter auch im Old Red Lion Theater im Jahre 2022, sowie beim Edinburgh Festival Fringe im Jahre 2024.
In einer Kritik der Show beim Edinburgh Festival Fringe im Jahr 2024 erwähnte Ed Fortune vom Starburst Magazine die „charmante und schelmische Präsenz“ des Storytellers und Moderators Jon Gracey sowie Graceys Geschick bei der Auswahl der Komiker, die das Spiel auf der Bühne spielen.

## Online
Blood on the Clocktower kann nicht nur persönlich gespielt werden, sondern auch online. Nach dem Erfolg der Kickstarter-Kampagne während der COVID-19-Pandemie 2020 wurde das Spiel online immer beliebter. Mehrere Discord-Communities wurden zum Online-Spielen gegründet und das Spiel erfreut sich auch als Live-Stream auf Twitch großer Beliebtheit.
Seit 2021 hat auch The Pandemonium Institute einen Twitch-Kanal, auf welchem das Spiel vorgestellt wird, und mit der Community gespielt wird. Außerdem veröffentlichte The Pandemonium Institute in 2022 eine offizielle Online-Applikation, mit welcher Blood on the Clocktower online gespielt werden kann.